# Peter van den Breemerweg 3
De Schaapskooi tegenover de Peter van den Breemerweg 1-3 is een gemeentelijk monument in Soest in de provincie Utrecht. 
De schaapskooi op de hoek van de Hooiweg/P. van den Breemerweg dateert uit het begin van de achttiende eeuw en hoorde toen bij de boerderij op Birkstraat 107. Het schilddak is ter hoogte van de driezijdige kopgevels met riet gedekt. Op de rest van het dak zijn Oud-Hollandse dakpannen aangebracht. Op de gemetselde gevels zijn restanten van een oudere pleisterlaag te vinden. In beide gevels zijn schuurdeuren aangebracht.